# H. Steven Blum

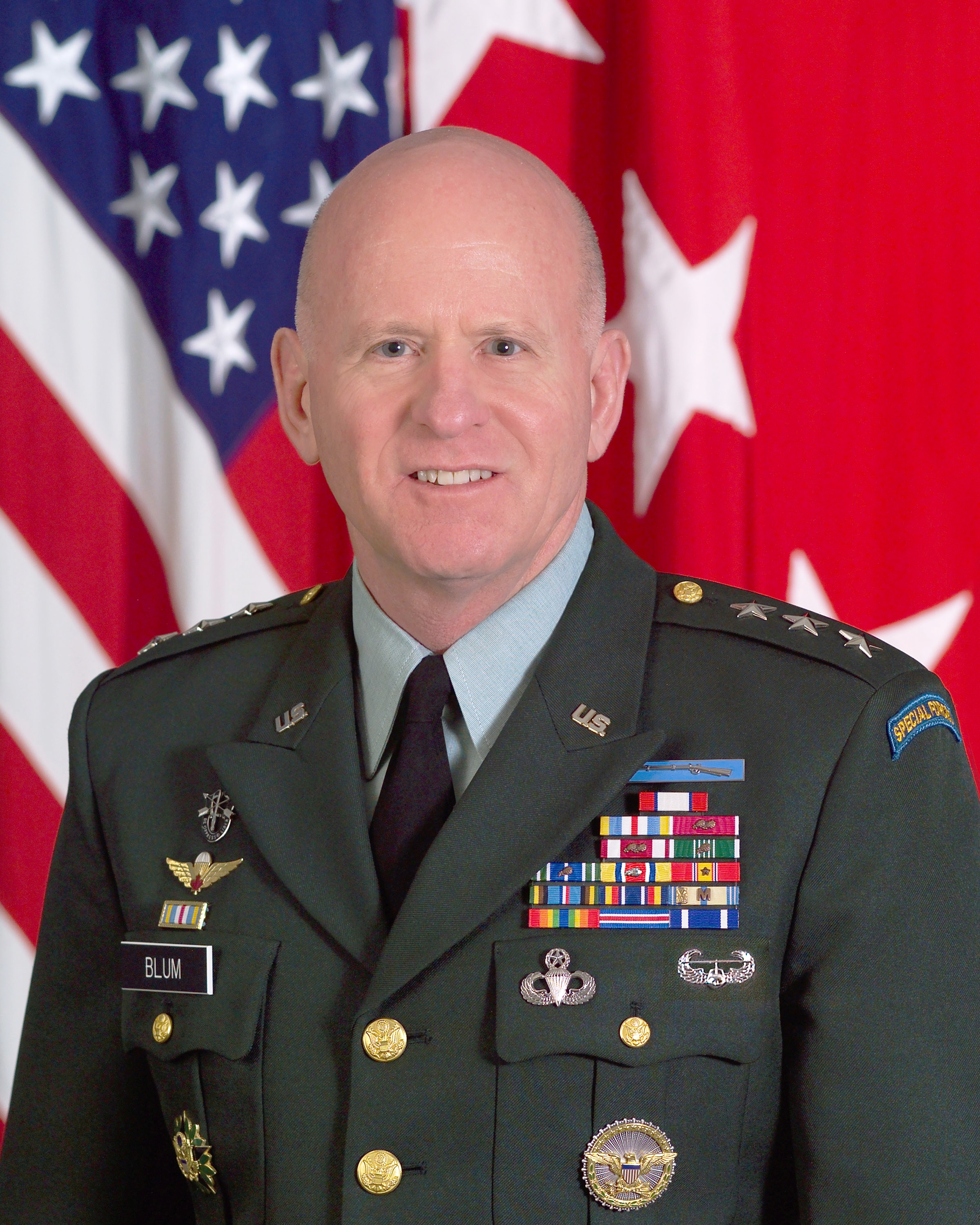
H Steven Blum

H. Steven Blum (* 13. Oktober 1946 in Baltimore, Maryland) ist ein pensionierter Generalleutnant der United States Army. Er war unter anderem Kommandeur des National Guard Bureau (NGB).

## Leben
Über die Officer Candidate School gelangte er im August 1971 in das Offizierskorps der Maryland Army National Guard. Dort und in der Army National Guard durchlief er anschließend alle Offiziersränge vom Leutnant bis zum Drei-Sterne-General.
Im Lauf seiner militärischen Karriere absolvierte Blum verschiedene Kurse und Schulungen. Dazu gehörten unter anderem der Infantry Officer Basic Course; das Command and General Staff College der United States Army in Fort Leavenworth in Kansas und das United States Army War College in Carlisle in Pennsylvania. Außerdem erhielt er akademische Grade von der University of Baltimore und dem ebenfalls in Baltimore ansässigen Morgan State College.
Blum diente zunächst in verschiedenen Einheiten und dann als Stabsoffizier im Hauptquartier der Maryland National Guard. Dabei kommandierte er Verbände auf allen Ebenen bis zur Brigade. Zwischen August 1999 und Oktober 2001 kommandierte er die 29. Infanterie-Division, in der er zuvor bereits Ämter in unterschiedlichen Funktionen ausgeübt hatte. Diese Division ist Teil der Army National Guard und besteht aus Einheiten mehrerer Nationalgarden aus verschiedenen Bundesstaaten der USA. Sie hat ihr Hauptquartier in Fort Belvoir in Virginia.
Zwischen Oktober 2001 und April 2002 kommandierte er die multinationale Division Nord (Multi-National Division North), die im Rahmen der SFOR-Mission in Bosnien eingesetzt war. Anschließend übernahm er nochmals für einige Wochen bis zum August 2002 das Kommando über die 29. Infanteriedivision. Seine nächste Mission führte ihn auf die Peterson Air Force Base in Colorado. Von August 2002 bis April 2003 war er dort Stabschef beim United States Northern Command (USNORTHCOM).
Am 11. April 2003 übernahm Steven Blum das Kommando über das NGB. Diese Aufgabe erfüllte er bis zum 17. November 2008, als er von Craig R. McKinley abgelöst wurde. In diese Zeit fiel mit dem Hurrikan Katrina eine der verheerendsten Naturkatastrophen in der Geschichte der Vereinigten Staaten. Als oberster Chef der Nationalgarden war es Blums Aufgabe über 50.000 Soldaten aus nahezu allen Bundesstaaten in das Katastrophengebiet zu entsenden um Hilfe vor Ort zu leisten. Danach kehrte er zur Peterson AFB in Colorado zurück, wo er das Amt des stellvertretenden Kommandeurs des USNORTHCOM übernahm. Gleichzeitig war er ranghoher Stabsoffizier beim North American Aerospace Defense Command (NORAD). Dort war er innerhalb der US-amerikanischen Fraktion des Kommandos dessen stellvertretender Kommandeur (Vice Commander, U.S. Element, North American Aerospace Defense Command USELEMENORAD). Diese Position ist nicht zu verwechseln mit der des stellvertretenden Kommandeurs von NORAD, der immer ein kanadischer General ist. Blum nahm diese Aufgabe bis zu seiner Pensionierung im Jahr 2010 wahr.
Nach seiner Pensionierung wurde Steven Blum Vorstandsmitglied der Firma Sitrick and Company die im Public-Relations-Sektor tätig ist. Außerdem wurde er für die Firma Blakely Educational Services, Inc., tätig, die Bildungsaufgaben für das Militär wahrnimmt.

## Daten der Beförderungen
| Abzeichen | Rang               | Jahr              |
| --------- | ------------------ | ----------------- |
|           | Second Lieutenant  | 28. August 1971   |
|           | First Lieutenant   | 28. August 1972   |
|           | Captain            | 3. September 1974 |
|           | Major              | 8. September 1978 |
|           | Lieutenant Colonel | 1. Oktober 1982   |
|           | Colonel            | 3. Januar 1989    |
|           | Brigadier General  | 1. August 1996    |
|           | Major General      | 1. Februar 2000   |
|           | Lieutenant General | 13. April 2003    |

## Orden und Auszeichnungen
Steven Blum erhielt im Lauf seiner militärischen Laufbahn unter anderem folgende Auszeichnungen:
- Defense Distinguished Service Medal
- Army Distinguished Service Medal
- Defense Superior Service Medal
- Legion of Merit
- Meritorious Service Medal
- Army Commendation Medal
- Army Achievement Medal
- Army Reserve Component Achievement Medal
- National Defense Service Medal
- Armed Forces Expeditionary Medal
- Global War on Terrorism Expeditionary Medal
- Global War on Terrorism Service Medal
- Armed Forces Service Medal
- Humanitarian Service Medal
- Armed Forces Reserve Medal
- NATO-Medaille

Dazu kommen noch mehrere Ordensbänder (Ribbons).